# Hurricanes (jeu vidéo)
Pour les articles homonymes, voir Hurricane.
Hurricanes est un jeu vidéo de plates-formes sorti en 1994 sur Mega Drive et Super Nintendo. Le jeu a été développé par Probe Software (pour la version Super Nintendo) et Arc Developments (pour la version Mega Drive) et édité par U.S. Gold.